# Basilepta sakaii
Basilepta sakaii es un coleóptero de la familia Chrysomelidae.
Fue descrita científicamente por primera vez en 1987 por Takizawa.